# Małyniwka (rejon mariupolski)
Małyniwka (ukr. Малинівка) – wieś na Ukrainie, w obwodzie donieckim, w rejonie mariupolskim, w hromadzie Nikolśke. W 2001 liczyła 1093 mieszkańców, spośród których 654 wskazało jako ojczysty język ukraiński, 418 rosyjski, 1 białoruski, 1 ormiański, a 19 inny.